# Саарбрюккен (графство)

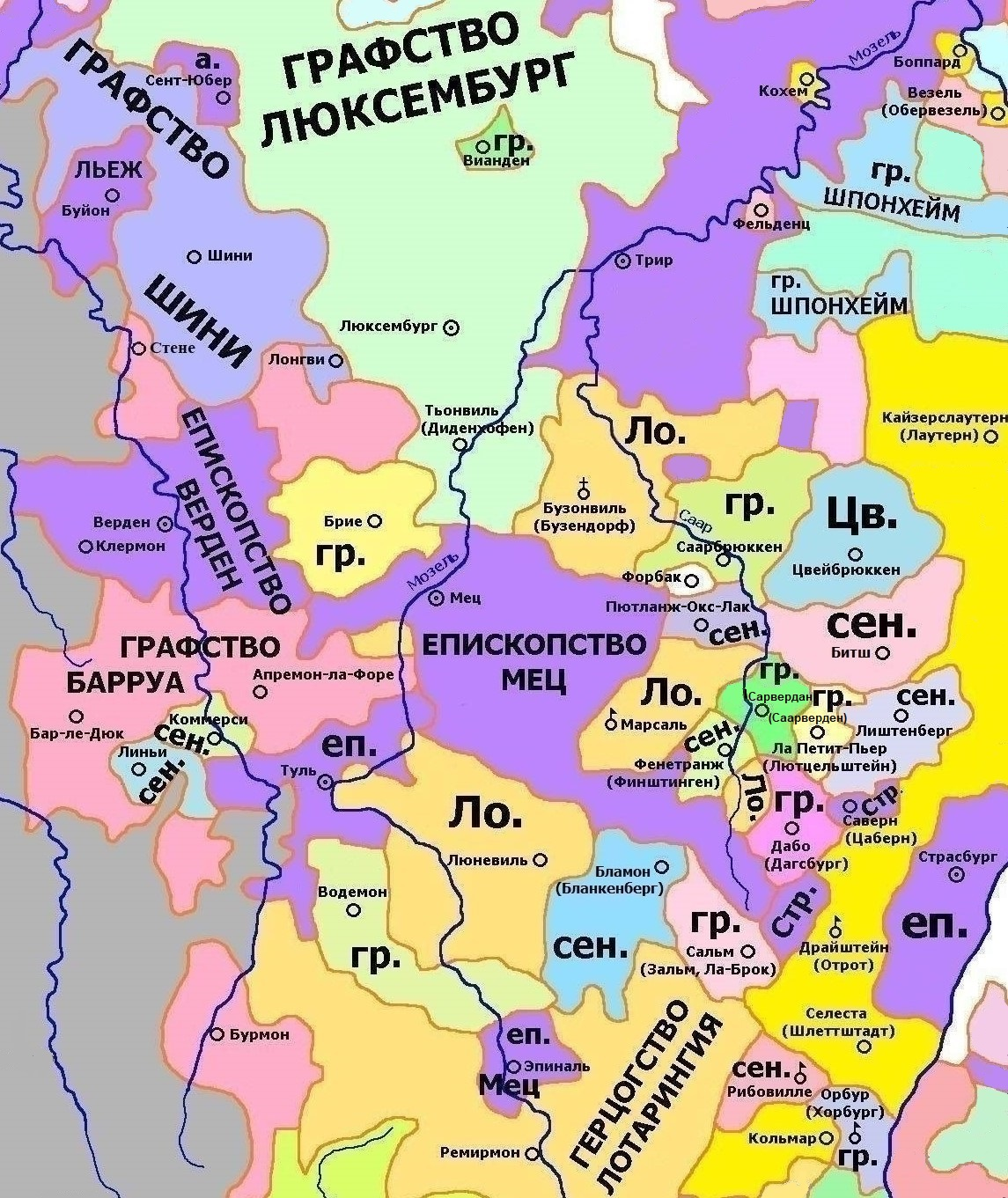
Графство Саарбрюккен

Графство Саарбрюккен (нем. Grafschaft Saarbrücken) — имперское графство в составе Священной Римской империи на территории нынешней юго-западной Германии и восточной Франции, существовавшее с 1080 до 1801 года. С 1381 года носило название Нассау-Саарбрюккен, так как управлялось династией из дома Нассау.

## География
В 1789 году территория Нассау-Саарбрюккена занимала нынешние округа Саарбрюккен и Нойнкирхен в Сааре, часть нынешнего французского кантона Сарр-Юнион в верхнем течении Сарры в Эльзасе, Югенхейм в Рейнгессене и четвëртую часть Вёльштейна. Площадь графства составляла 767 км², численность населения — 40 тысяч человек. Входило в Верхнерейнский округ Священной Римской империи. В состав графства не входили, но находились с ним в личной унии графство Саарверден (с 1527 года) и владение Лар в Шварцвальде (полностью — с 1629 года).

## История
В 1080 году граф Сааргау Сигеберт I был пожалован императором Священной Римской империи Генрихом IV землями на Сааре, Рейне и в Эльзасе, ранее принадлежавшими владению Мец. Брат его Винитер был аббатом Лоршского монастыря и назначенным королём епископом Вормским. Сыновья Сигеберта I Адальберт и Бруно избрали духовную карьеру, став при императоре Генрихе V архиепископом Майнцским и епископом Шпейерским соответственно. Из других двух сыновей его — Сигеберт II осел в Эльзасе, а Фридрих — в Саарбрюккене. Фридрих был первым из графов Сааргау, принявшим в 1123 году титул граф Саарбрюккена.
В 1168 году пасынок Агнес, дочери Фридриха, император Фридрих I Барбаросса разрушает Саарбрюккен и три других графских замка, после чего Симон I, сын и наследник Фридриха Первого Саарбрюккенского, более не участвовал в политике империи. Между 1182 и 1190 году графство было разделено между его наследниками — из части его земель в Лотарингии, на Рейне и вокруг замка Цвейбрюккен создаётся графство Цвейбрюккен для его младшего сына Генриха.
В 1212 году выделяется также линия Саарбрюккен-Лейнинген. При графе Симоне III в 1227 году графство формально становится вассалом епископа Меца. После его смерти в 1234 году графство перешло к старшей дочери Симона (не имевшего сыновей), а после неё — к другой дочери, Матильде, имевшей от своего первого брака с Симоном де Бройе сына Симона, давшего графству Саарбрюккен новую династию.
Граф Симон IV унаследовал от отца владение Коммерси на Маасе, а от матери, Матильды, в 1274 году — графство Саарбрюккен. Таким образом, его потомки владели двумя территориями — франкоговорящим Коммерси и немецкоговорящим Саарбрюккеном. В 1322 году графы пожаловали городские права Саарбрюккену и в 1324 году — Коммерси. В 1341 году половина владения Коммерси, в результате раздела наследства, была графами Саарбрюккена потеряна. В 1354 году всё графство (за исключением города Саарбрюккен) было на 3 года заложено архиепископу Трирскому Балдуину. В 1381 году династия Саарбрюккен-Коммерси пресеклась в мужской линии. После смерти наследницы, графини Иоанны, скончавшейся в том же году, графство Саарбрюккен унаследовал её сын от брака с графом Нассау-Вейльбурга Иоганном I, Филипп.

Герб графов Нассау-Саарбрюккен

Граф Филипп I был основателем династии Нассау-Саарбрюккен, правившей более 4-х столетий. Ему также удалось значительно увеличить площадь своего государства. Унаследовав от отца владения Дома Нассау на реках Лан и Майн, а от матери — Саарбрюккен и половину Коммерси, он присоединяет также Кирххейм с замком Штауф и Югенхейм (1393), 1/6 владения Нанштейн с замком (1402), а также треть графства Хомбург. Второй его женой была Елизавета Лотарингская, известная писательница и переводчик куртуазных романов со старофранцузского на староверхненемецкий язык.
В 1442 году династия разделилась на две линии — право-рейнскую Нассау-Вейльбург, и лево-рейнскую Нассау-Саарбрюккен. В 1444 году принадлежавшая графам часть Коммерси была продана за 42 тысячи гульденов. В 1507 году граф Иоганн Людвиг I женится на Катарине фон Мёрс-Саарверден, наследнице графов Мёрс-Саарверден, вследствие чего в 1527 году во владение графов Нассау-Саарбрюккен перешли графство Саарверден и затем владение Лар в Шварцвальде.
В 1574 году со смертью графа Иоганна III прекратилась старшая линия графов Нассау-Саарбрюккен, придерживавшаяся католичества. Наследовавшая ей ветвь Нассау-Вейльбург была лютеранского вероисповедания, и в 1574 году ввело лютеранство в Саарбрюккене и Оттвейлере.
В ответ на это лотарингские герцоги, бывшие феодальными сеньорами графства Саарверден, под предлогом нарушения вассальской клятвы, овладели этим графством. Графы Нассау-Саарбрюккенские подали жалобу в Имперский суд, дело это разбиралось около 40 лет и окончилось в 1629 году взаимным обменом территориями между Лотарингией и Саарбрюккеном. В то же время лютеранские общины Саарвердена регулярно подвергались притеснениям со стороны сторонников Контрреформации в Лотарингии. В 1659 году, после смерти в 1640 году жившего в эмиграции в Меце графа Вильгельма Людвига, произошло очередное разделение графства между его младшими сыновьями (на линии Нассау-Узинген и Нассау-Отвейлер).

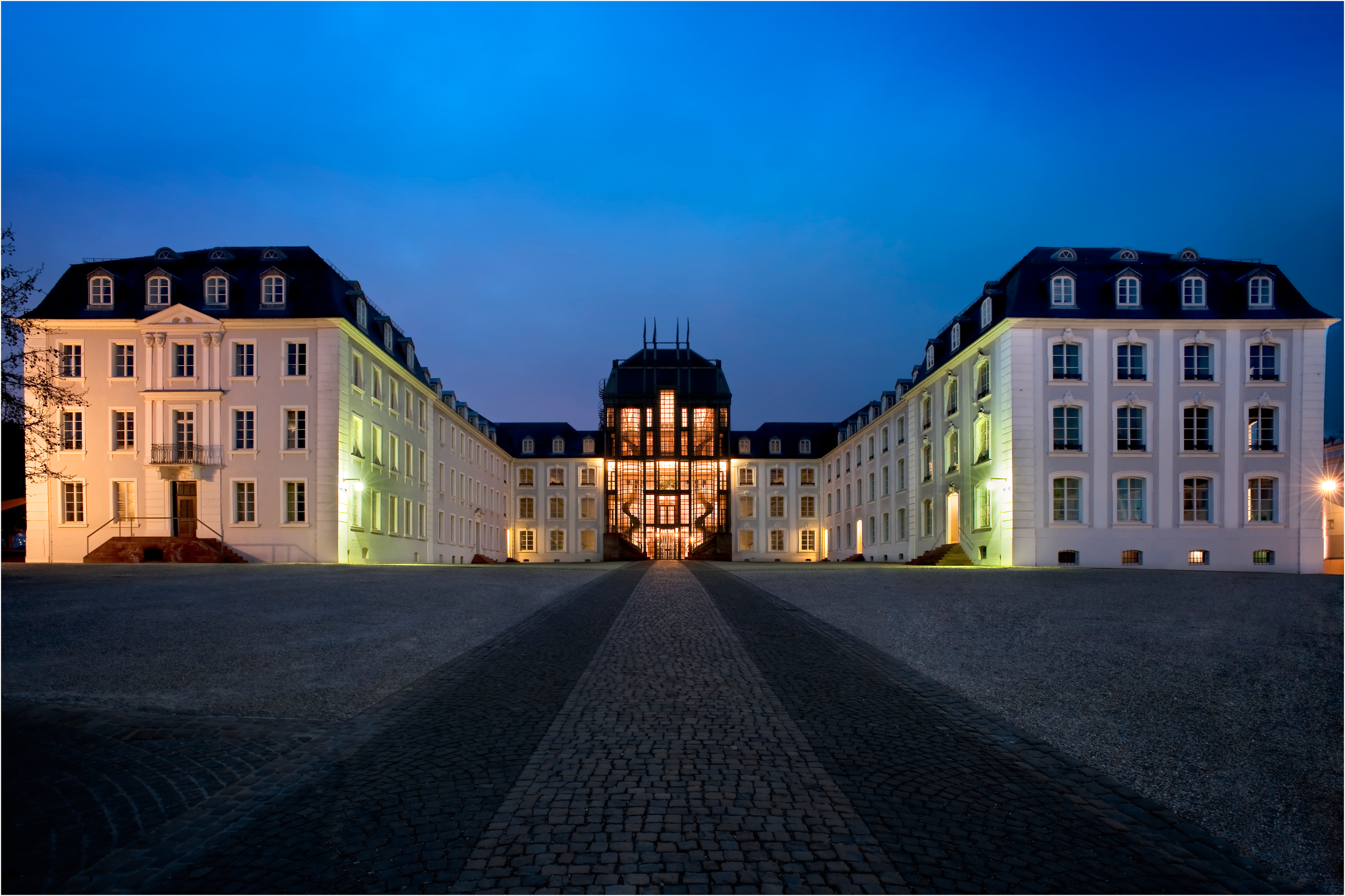
Резиденция графов Нассау-Саарбрюккенских

Территория графства сильно пострадала от военных действий во время Тридцатилетней войны, когда население его уменьшилось на 60-70 %, как и затем во время Голландской войны в 1677 году, когда страну опустошили войска герцога Лотарингского.
На период с 1680 по 1697 год Нассау-Саарбрюккен был присоединён к Франции.
Возрождение Саарбрюккена в начале XVIII века достигалось в немалой степени за счёт привлечения графами в свою страну притесняемых на родине французских гугенотов и австрийских лютеран. В 1728 году Саарбрюккен переходит к линии Нассау-Узинген, графы которой в 1735 году принимают княжеский титул. При князьях Вильгельме Генрихе и Людвиге архитектором Фридрихом Штенгелем перестраиваются Саарбрюккен и Отвейлер, возводятся новые роскошные здания. Чтобы покрыть гигантские расходы на строительство, после 1750 года переходят в государственную собственность угольные шахты, а иностранцам сдаются в аренду металлургические заводы.
В 1793 году Нассау-Саарбрюккен был занят революционными французскими войсками. Княжеская фамилия бежала в неоккупированные районы Германии. Князь Людвиг Нассау-Саарбрюккенский умер в эмиграции в Ашаффенбурге, его сын Генрих Людвиг так и не вступил в свои наследственные права в Нассау-Саарбрюккене. В 1798—1801 годах Саарбрюккен, как и весь левый берег Рейна, был включён в состав Франции.
По первому Парижском мирному договору 1814 года Отвейлер отошёл к Пруссии, Саарбрюккен же и Арскиршен оставались французскими. Согласно же Венскому конгрессу 1815 года уже Саарбрюккен и Отвейлер стали прусскими, войдя в провинцию Великое герцогство Нижний Рейн и позднее — в прусскую Рейнскую провинцию. Арскиршен остался в составе Франции.